# Dorfkirche Neuendorf (Brück)

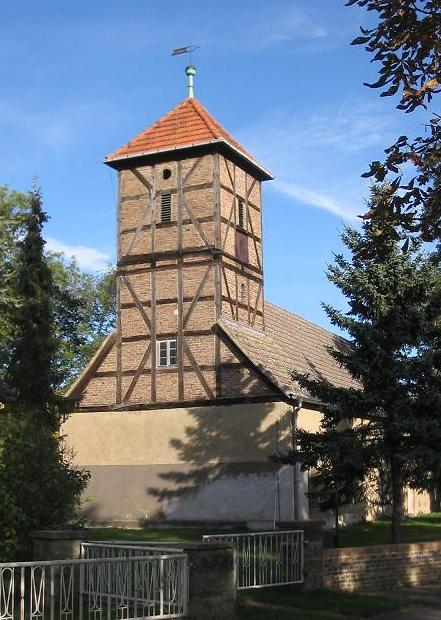
Dorfkirche Neuendorf (Brück)

Die evangelische, denkmalgeschützte Dorfkirche Neuendorf steht in Neuendorf, einem Ortsteil der Stadt Brück im Landkreis Potsdam-Mittelmark von Brandenburg. Die Kirchengemeinde gehört zum Kirchenkreis Mittelmark-Brandenburg der Evangelischen Kirche Berlin-Brandenburg-schlesische Oberlausitz.

## Beschreibung
Die im Kern spätgotische Feldsteinkirche ist jetzt verputzt. Das Langhaus mit dreiseitigem Schluss im Osten wurde 1838 nach Westen verlängert und im Norden die Patronatsloge angefügt. Ende des 19. Jahrhunderts wurde dem Satteldach über dem Giebel im Westen ein quadratischer Dachturm aus Holzfachwerk aufgesetzt, der mit einem Pyramidendach bedeckt ist.
Der Innenraum ist mit einem hölzernen Tonnengewölbe überspannt. Emporen befinden sich im Westen und im Norden vor der Patronatsloge. Zur Kirchenausstattung gehört ein Kanzelaltar, der 1838 gebaut wurde. Die Orgel mit 6 Registern auf einem Manual und angehängtem Pedal wurde um 1850 von Wilhelm Lang gebaut.